# Gerdt Adolph Thorssman
Gerdt Adolph Thorssman, född 3 juni 1772 i Årdala socken i Södermanlands län, död 27 juni 1829 i Norrsunda socken i Stockholms län, var en svensk kvartermästare, miniatyrmålare och glasgravör.
Han var morfar till Fritz Ahlgrensson. Han valde att gå den militära banan och nådde graden fanjunkare innan han tvingades ta avsked på grund av långvarig och svår gikt. Av bevarade tidningar vet man att han på 1810-talet var verksam som gravör och silhuettklippare i Örebro. I slutet av 1810-talet bosatte han sig i Stockholm där han vid sidan av sin konstnärliga verksamhet bedrev tapetseringar med hjälp av sina två döttrar. Fritz Ahlgrensson har beskrivit sin morfars arbeten som de vackraste porträtt på glas emalj och ben som kan uppbringas.